# Metropolitanato de Apamea
El metropolitanato de Apamea o gran metropolitanato de Apamea (en griego: Μητρόπολη Ἀπαμείας) fue una sede episcopal metropolitana de la Iglesia del primer milenio o de la Pentarquía dentro del patriarcado de Antioquía. La sede del metropolitano estaba en la ciudad de Apamea, cuyas ruinas se encuentran en la ciudad de Qalaat al-Madiq en Siria. El metropolitanato de Apamea existió hasta circa 711, luego de la conquista árabe musulmana de Siria (634-639). Apamea fue destruida por un terremoto en 1152.

## Territorio
De acuerdo a la Notitia Antiochena, la única Notitia Episcopatuum del patriarcado de Antioquía que se conoce, que se supone que data de la segunda mitad del siglo VI y fue elaborada por el patriarca Anastasio de Antioquía (quien gobernó el patriarcado dos veces entre 559 y 570 y entre 593 y 598) el metropolitanato de Apamea se extendía por la costa del mar Mediterráneo desde el río Thrascaia (límite con el metropolitanato de Laodicea en Siria) hasta el río Orontes (límite con la arquidiócesis de Seleucia Pieria). Esta demarcación está en la recensión griega publicada en 1884 por Athanasios Papadopoulos-Kerameus.
Apamea de Siria, cuyos restos son visibles hoy en la ciudad de Qalaat al-Madiq a 55 km al noroeste de Hama, fue una sede metropolitana y desde circa 415 fue la capital de la provincia romana de Siria Segunda o Saludable en la diócesis civil del Oriente y en el patriarcado de Antioquía. 

## Historia
Es posible que Apamea en Siria tuviera un obispo en tiempos apostólicos. Gran parte de Apamea fue destruida en el terremoto del 115, pero posteriormente fue reconstruida. Entre los obispos más recordados está san Marcelo de Apamea, que vivió en el siglo IV, asesinado en 385 mientras supervisaba la destrucción de un templo pagano de Zeus de acuerdo con un edicto del emperador Teodosio. El obispo Pedro de Apamea, discípulo del patriarca Severo de Antioquía, fue depuesto en 518 por ser monofisita.
Los terremotos golpearon la región en 526 y 528, causando daños en Apamea. La ciudad fue saqueada y destruida por los sasánidas de Cosroes I en 540. Durante la guerra bizantino-sasánida (602-628) la ciudad cayó en 613 a manos de Sharvaraz y fue conservada por los sasánidas hasta 628, casi al final de la guerra.
Apamea se rindió al ejército de Abu Ubáidah ibn al-Yarrah en 638, durante el califato de Umar ibn al-Jattab. La conquista árabe de la región hizo huir a todos los funcionarios del Imperio bizantino, incluidos los obispos. Sin embargo, la comunidad cristiana no desapareció y se conoce al obispo Jorge que en 711 pasó a regir la sede de Martirópolis. La antigua Apamea fue reconstruida y denominada Afamiyya por los árabes.

## Diócesis sufragáneas
Apamea fue la cuarta metrópolis en precedencia del patriarcado de Antioquía. Según la versión crítica de Siméon Vailhé (1907) de la Notitia Antiochena, Apamea tenía siete diócesis sufragáneas cuyo orden de precedencia era el siguiente:
- Epifanía de Siria o Hama,
- Seleucobelo,
- Larisa,
- Balanea,
- Mariamme,
- Rafanea,
- Aretusa.

La versión crítica de Ernst Honigmann (1925) que se basa en la recensión siríaca de la Notitia Antiochena, está de acuerdo con la versión de Vailhé.
Michel Le Quien en Oriens christianus (1740) y Robert Devreesse en Le patriarcat d’Antioche depuis la paix de l’Église jusqu’à la conquête arabe (1945) mencionan las mismas diócesis sufragáneas.

## Episcopologio
- Aristarco †
- Jeremías †
- Teófilo † ?
- Alfeo † (antes de 325-después de 341)
- Uranio † (mencionado en 363)
- Juan † (mencionado en 381)
- San Marcelo de Apamea † (?-circa 390 falleció)
- Agapito †
- Policronio († circa 430)[11]
- Alejandro † (antes de 431-después de 434)
- Domno † (mencionado en 451)
- Conone † (circa 475)
- Marino †
- Pedro de Apamea † (?-518 depuesto por monofisita)
- Isaac † (por sucesión)
- Pablo † (por sucesión)
- Tomás † (mencionado en 553)
- Tomarico † (?-circa 648 falleció)
- Jorge † (?-circa 711 nombrado arzobispo de Martirópolis)

## Sucesión
Las fuentes documentan la presencia de al menos nueve metropolitanos jacobitas entre los siglos VIII y XIII, y está documentada también la existencia de obispos en el siglo VII.
La archieparquía titular de Apamea en Siria de los sirios fue establecida en 1963 y conferida por primera vez por la Santa Sede el 6 de julio de 1963 y está vacante desde el 11 de agosto de 1982.
Durante el tiempo de las Cruzadas, se hizo un intento de reconstituir la provincia eclesiástica del rito latino de Apamea, dentro del patriarcado de Antioquía de los latinos. El obispo latino de Albara, tras la conquista cruzada de Afamiyya, colocó su sede en esa ciudad en 1098, manteniendo el doble título. Tras la destrucción total de la ciudad por un terremoto en 1152, se asentaron en la ciudadela o fortaleza de Qalaat al-Madiq. Los obispos latinos residieron allí hasta 1244. Fue restablecida como arquidiócesis titular de Apamea en Siria el 7 de agosto de 1345 y está vacante desde el 28 de febrero de 1974.
La Iglesia ortodoxa de Antioquía restableció el metropolitanato de Apamea y circa 1359 el patriarca de Constantinopla, Filoteo, mencionó su existencia. En 1700 el patriarca de Alejandría, Gerasimo Pallade, enumeró los metropolitanatos del patriarcado ortodoxo de Antioquía sin existir el de Apamea. En 1715 el patriarca ortodoxo de Jerusalén, Crisante, hizo también una mención de los metropolitanatos y el metropolitano de Epifanía (o Hama) figuraba como exarca de Siria II y locum tenens de Apamea. En la actualidad el título de Apamea es llevado por el vicario patriarcal de Río de Janeiro en Brasil.
La archieparquía titular de Apamea en Siria de los greco-melquitas fue conferida por primera vez por la Santa Sede el 19 de agosto de 1980 y está vacante desde el 17 de noviembre de 2006.
La eparquía titular de Apamea en Siria de los maronitas fue establecida en 1970 y conferida por primera vez por la Santa Sede el 20 de marzo de 1970.